# LFA 2016
Die LFA-Saison 2016 war die erste Saison der neu gegründeten Liga de Fútbol Americano Profesional (LFA), der höchsten, professionellen American-Football-Liga in Mexiko. Vier Mannschaften nahmen an der Saison teil, die vollständig im Estadio Jesús Martínez “Palillo” in Mexiko-Stadt ausgespielt wurde. Die neue Liga wurde am 12. Januar 2016 vom Regierungschef von Mexiko-Stadt, Miguel Ángel Mancera, vorgestellt.
Die reguläre Saison begann am 21. Februar 2016 und endete am 3. April 2016. Das Finale, der Tazón México I fand am 10. April 2016 statt. Erster Meister der LFA wurden die Mayas, die im Finale die Raptors de Naucalpan mit 29:13 besiegten.

## Teilnehmer und Modus
Die Liga startete mit vier neu gegründeten Mannschaften, die alle der Liga gehörten. Die Mayas wurden nach dem in Südmexiko ansässigen Volk der Maya benannt. Der Name wurde durch eine Fanumfrage gewählt, der eigentlich erstplatzierte Name Mexicas war jedoch als Marke geschützt. Die Eagles nannten sich nach den White Eagles, dem Team des Instituto Politécnico Nacional. Ähnlich benannten sich die Condors nach dem gleichnamigen ehemaligen Team der Nationalen Autonomen Universität von Mexiko, das zwischen 1970 und 1990 zehn nationale Meisterschaften gewonnen hatte. Die drei in Mexiko-Stadt angesiedelten Teams wurden durch die Raptors ergänzt, die als einziges Team im nahegelegenen Naucalpan angesiedelt sind. Alle Spiele fanden jedoch zentral im 6000 Zuschauer fassenden Estadio Jesús Martínez "Palillo" in Mexiko-Stadt statt. 
| Mannschaft | Standort     | Head Coach       |
| ---------- | ------------ | ---------------- |
| Condors    | Mexiko-Stadt | Enrique Zapata   |
| Eagles     | Mexiko-Stadt | Antonio Sandoval |
| Mayas      | Mexiko-Stadt | Ernesto Alfaro   |
| Raptors    | Naucalpan    | Rafael Duk       |

Die vier Mannschaften spielten zwei Mal jeder gegen jeden. Die Spiele fanden Sonntags statt, dabei wurden jeweils zwei Spiele hintereinander, um 11 und 15 Uhr Ortszeit, ausgetragen. Die beiden besten Mannschaften qualifizierten sich für das Finale, den Tazón México. Tazón ist spanisch für deutsch Schüssel bzw. englisch Bowl.

## Reguläre Saison
| Team    | Sp | S | N | SQ    | P+  | P−  |
| ------- | -- | - | - | ----- | --- | --- |
| Mayas   | 6  | 4 | 2 | 0.667 | 158 | 99  |
| Raptors | 6  | 4 | 2 | 0.667 | 139 | 124 |
| Eagles  | 6  | 3 | 3 | 0.500 | 136 | 139 |
| Condors | 6  | 1 | 5 | 0.167 | 102 | 173 |

Qualifikation für Tazón México
Abkürzungen: Spiele, Siege, Niederlagen, SQ Siegquote, P+ erzielte Punkte, P− gegnerische Punkte

## Tazón México I
Mit drei gefangenen Bällen für 53 Yards, darunter zwei Touchdowns, wurde Mayas Wide Receiver Josué Martínez zum wertvollsten Spieler (MVP) des Finales ausgewählt.
|                                     |                                                |  | Tazón Mexico I |                           |       |  |                                                                                   |
|                                     | Mexiko-Stadt 10. April 2016 14:00 Uhr Ortszeit |  | Raptors        | \| \| 13 : 29 \| \| \| \| | Mayas |  | Estadio Jesús Martínez "Palillo" Zuschauer: 3000 Referee: Jorge Armando Rodríguez |
| (0:10, 6:7, 0:12, 7:0) Spielbericht | Mexiko-Stadt 10. April 2016 14:00 Uhr Ortszeit |  | Raptors        |                           | Mayas |  | Estadio Jesús Martínez "Palillo" Zuschauer: 3000 Referee: Jorge Armando Rodríguez |
|                                     | 13 : 29                                        |  |                |                           |       |  |                                                                                   |
|                                     |                                                |  |                |                           |       |  |                                                                                   |